# Provinciehuis (Groningen)
Het provinciehuis van Groningen is het bestuurlijk centrum van de provincie Groningen. Het gebouwencomplex staat aan de oostzijde van het Martinikerkhof in het hart van de stad Groningen. Het frontgebouw aan het Martinikerkhof dateert uit het begin van de twintigste eeuw, de achterzijde, met daarin de statenzaal, is de voormalige Latijnse Sint Maartensschool van Groningen en dateert uit de late middeleeuwen.

## Geschiedenis
De huidige provincie Groningen ontstond in 1594 na de reductie van Groningen. De Ommelanden wilden weinig van de stad weten, maar de Republiek hechtte groot belang aan de stad als vesting in het noorden en dwong de Ommelander jonkers een niet gewild samengaan met de stad op. Voor het bestuur van het nieuwe gewest werd na lang zoeken de voormalige Sint Maartensschool uitverkoren. Deze school werd vermoedelijk in de 14e eeuw hier gesticht en komt voor het eerst voor in een stadsrekening uit 1425 als 'schole tho Sunte Meerten'.

## Huidige gebouw
De oude Sint Maartensschool voldeed tot in de negentiende eeuw als zetel van het bestuur van Stad en Lande. Er werden in de loop der jaren wel een aantal kleine bijgebouwtjes aan het gebouw toegevoegd, maar tot 1871 bleef de oude school de kern van het provinciehuis.
In dat jaar werd aan het Martinikerkhof een nieuw provinciehuis geopend, dat aan het Martinikerkhof, voor het oude schoolgebouw werd gebouwd. Het nieuwe provinciehuis, een Waterstaatgebouw, werd echter na veertig jaar alweer gesloopt en vervangen door het huidige gebouw, ontworpen door Jan Vrijman, die in Groningen ook het Academiegebouw heeft ontworpen. De oude Sint Maartensschool is nog steeds in het complex terug te vinden, het is tegenwoordig in gebruik als de vergaderzaal van Provinciale Staten.
Het provinciehuis van Groningen kreeg landelijke aandacht toen tijdens het boerenprotest van 2019 boze boeren het provinciehuis bestormden en de deuren open werden geforceerd met een trekker.

## Portierswoning
Naast het provinciehuis staat de portierswoning. Dit is een herbouw van het oude Cardinaalshuis (Huis Cardinael), dat in 1559 werd gebouwd in de (Oude) Kijk in 't Jatstraat, waarschijnlijk voor mandenmaker Pauwei Cornelis, die lid was van de gezworen gemeente en hoofd was van de schutterij. Het huis is vernoemd naar de laatste eigenaar, effectenhandelaar Klaas Cardinaal. In 1893 werd het afgebroken, maar de stenen van de Renaissancistische façade met de portretmedaillons van Alexander de Grote, Koning David en Karel de Grote (waarschijnlijk een afgeleide van de van neghen den besten) werden door toedoen van rijksarchivaris Johan Adriaan Feith bewaard en na de bouw van het Provinciehuis in 1927 weer opgebouwd naast het provinciehuis. Het is intern met het provinciehuis verbonden door een viertal doorgangen.

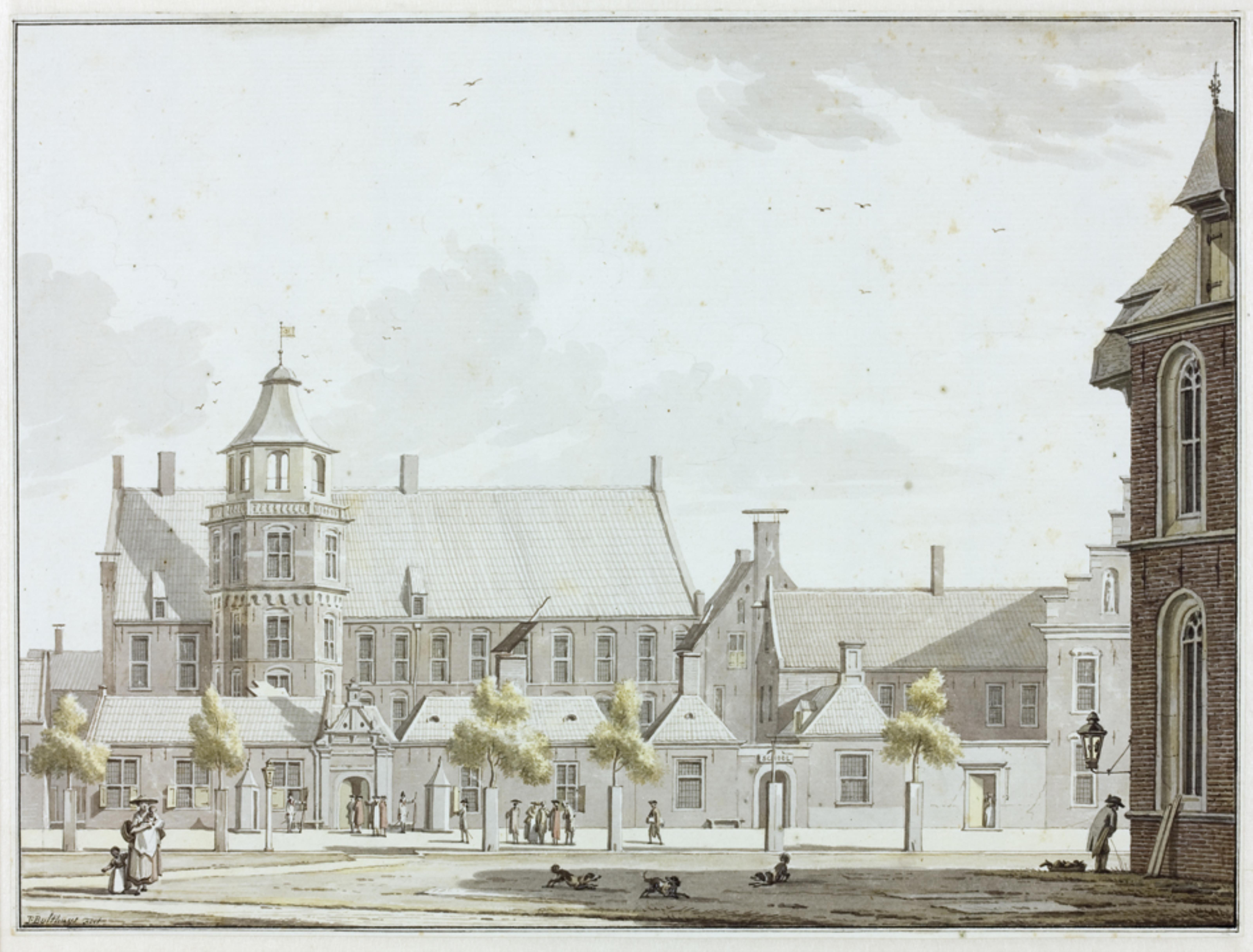
Het Provinciehuis met rechts de consistorie van de Martinikerk. Aquarel van Jan Bulthuis uit 1774
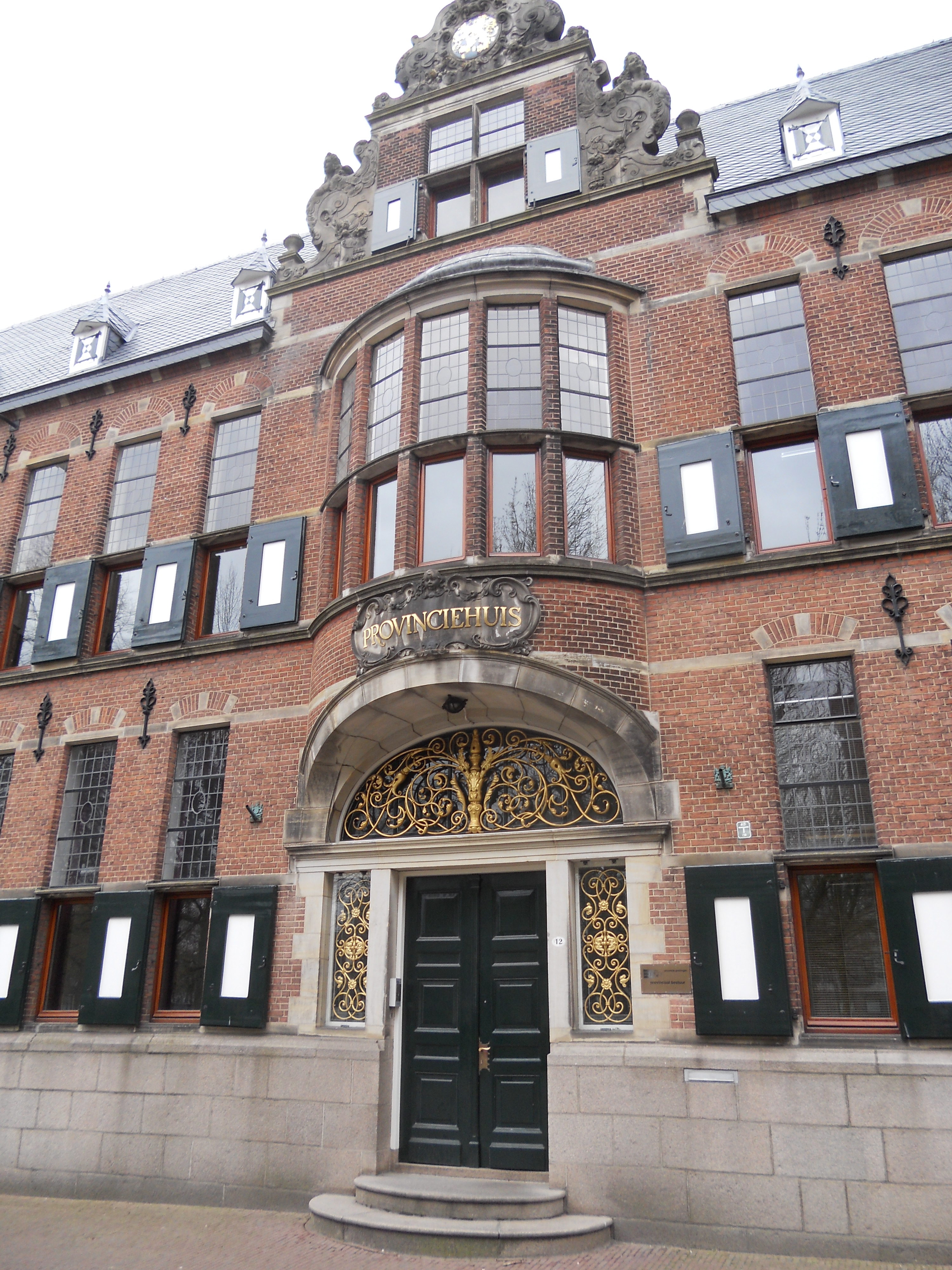
Ingang van het Provinciehuis
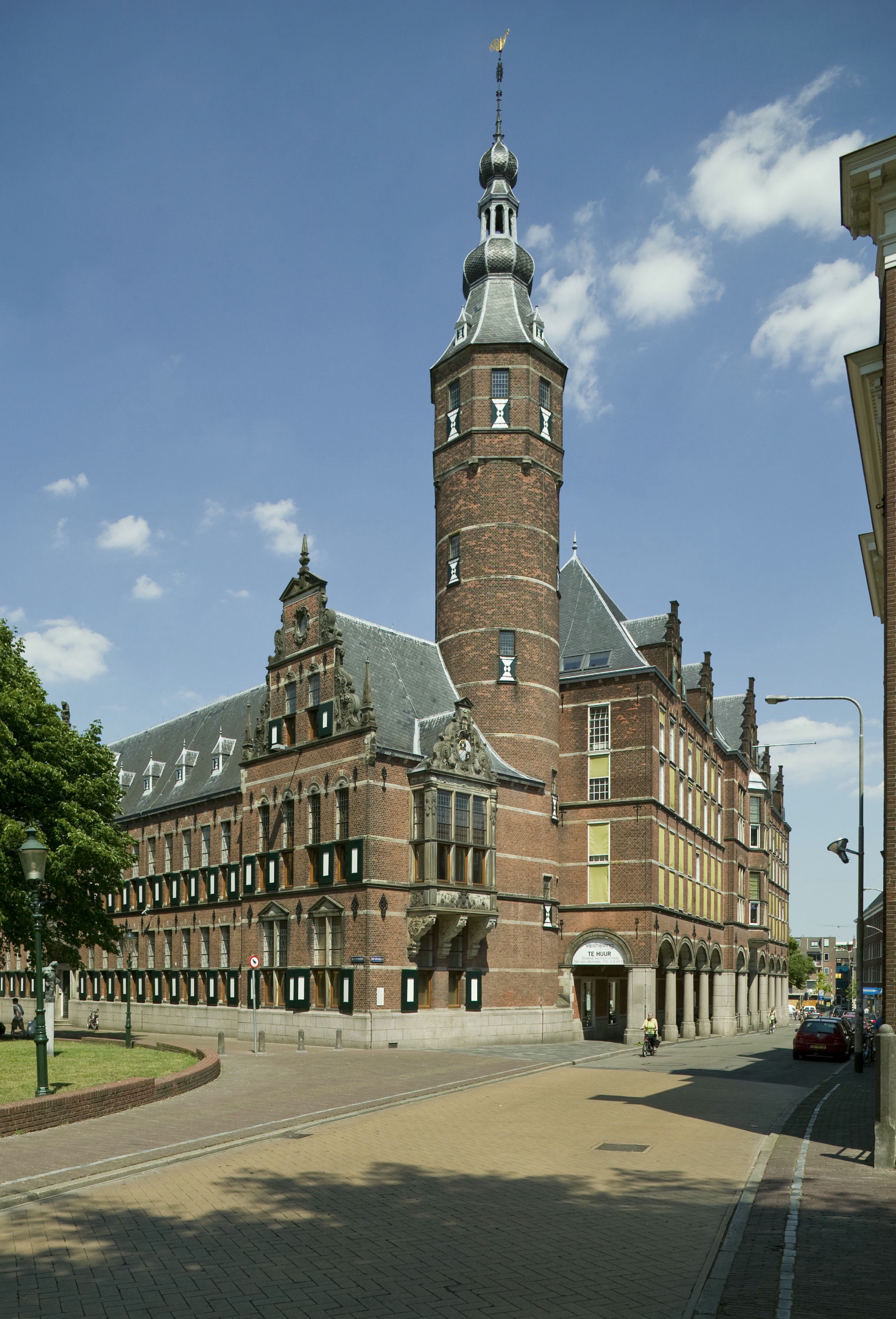
Hoek Martinikerkhof met de Sint-Jansstraat met de toren
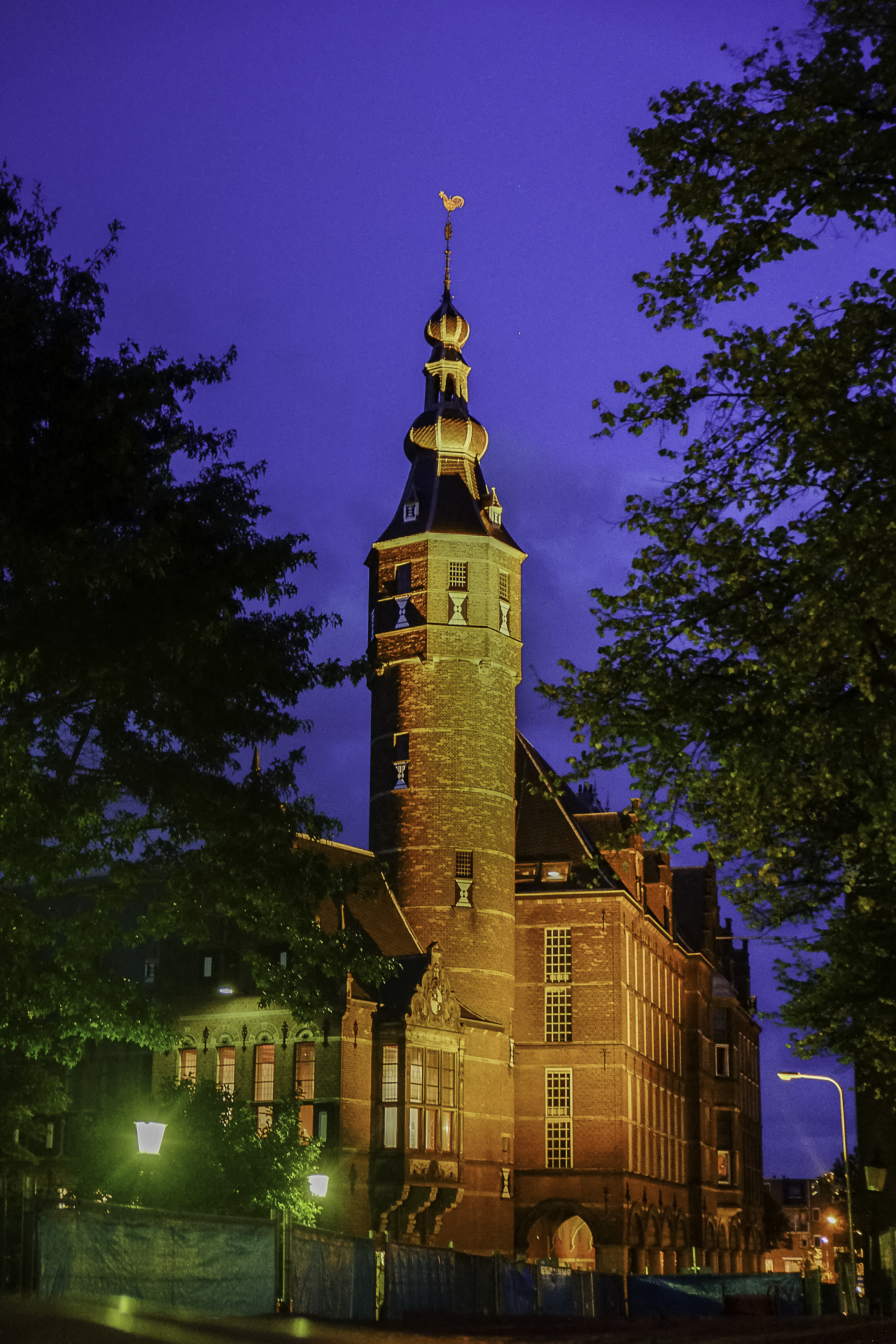
Toren bij avond
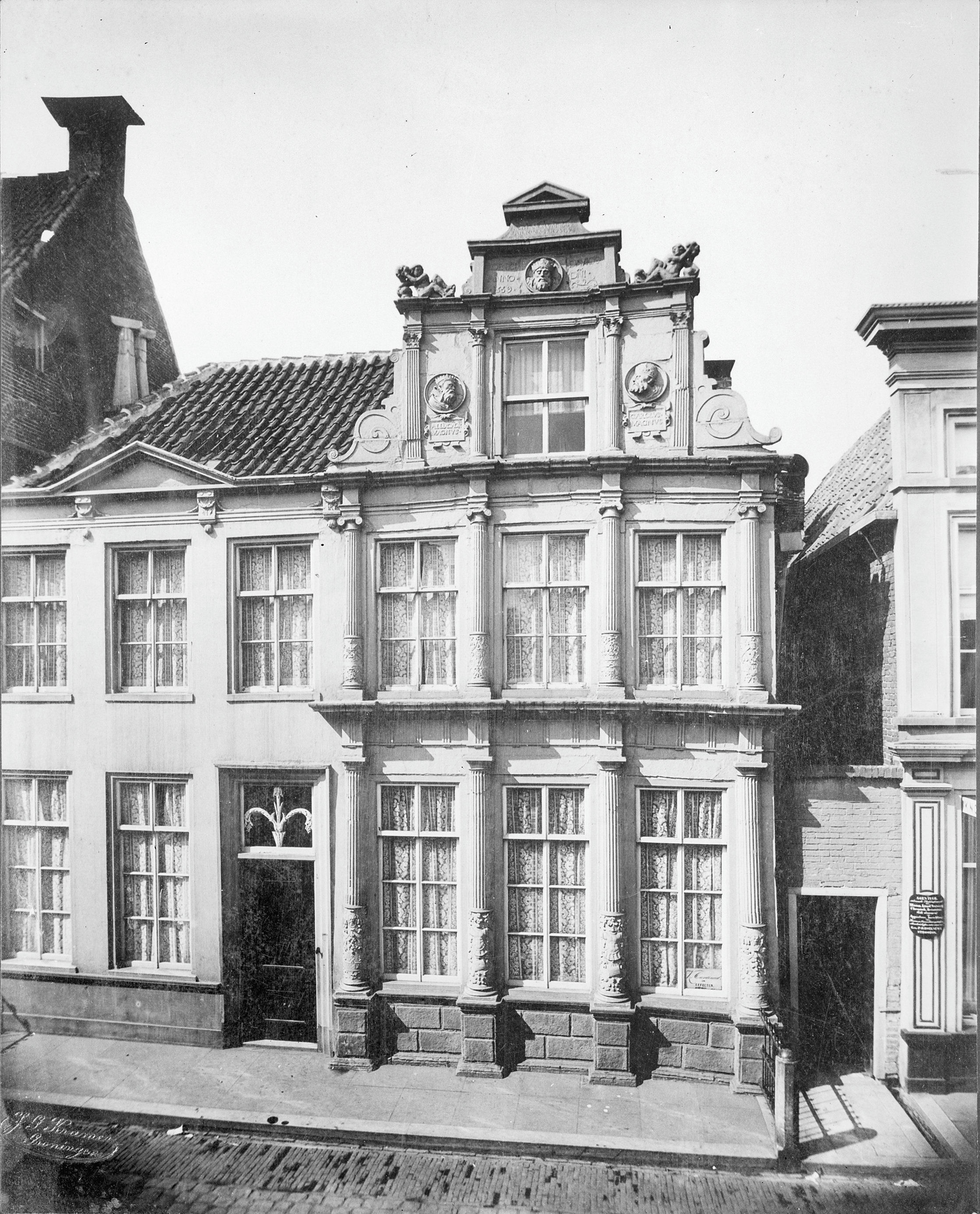
Het Cardinaalshuis op zijn oude locatie in de Kijk in 't Jatstraat (1893)
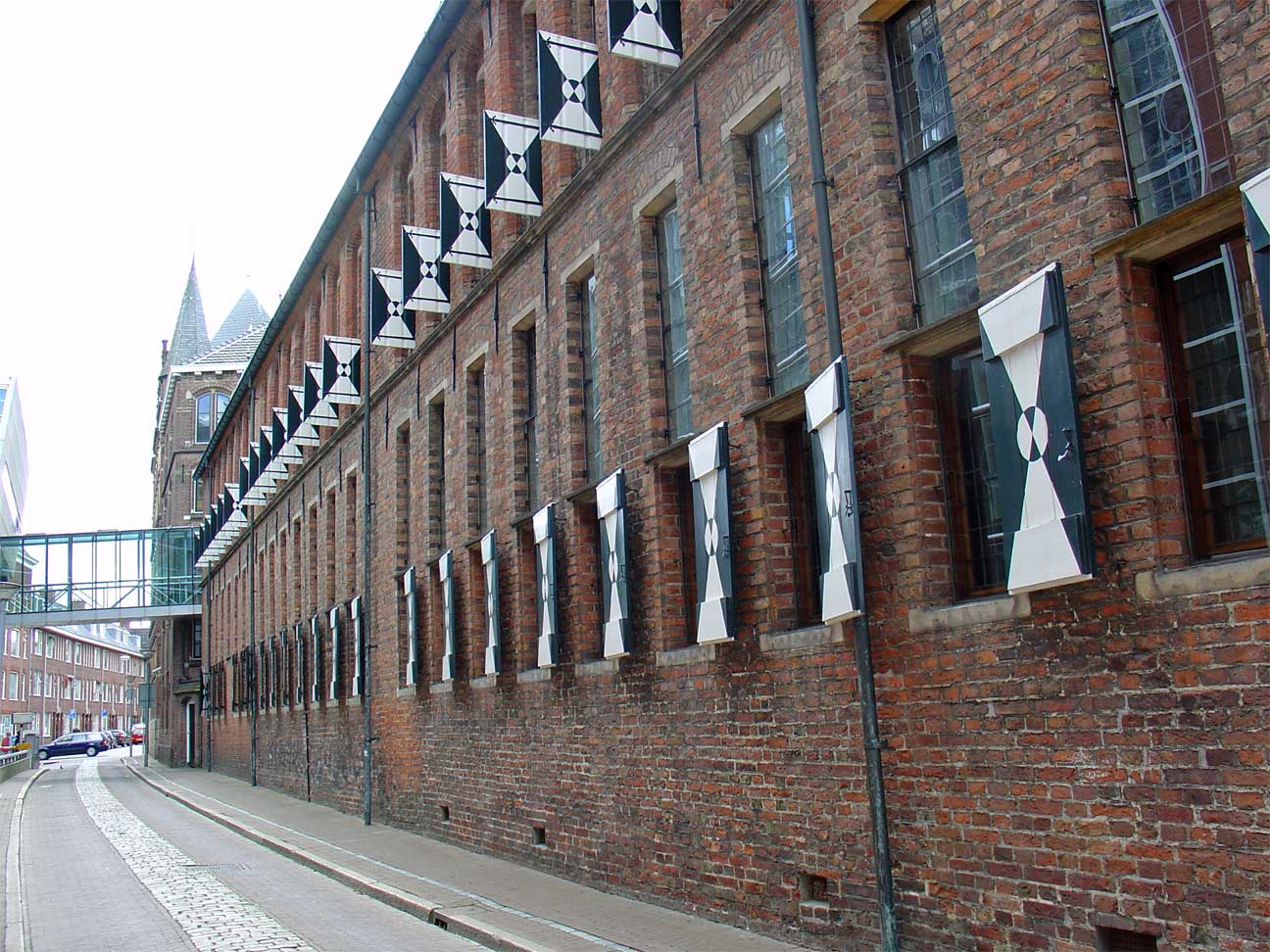
De voormalige Sint Maartensschool, nu de Statenzaal van het provinciehuis
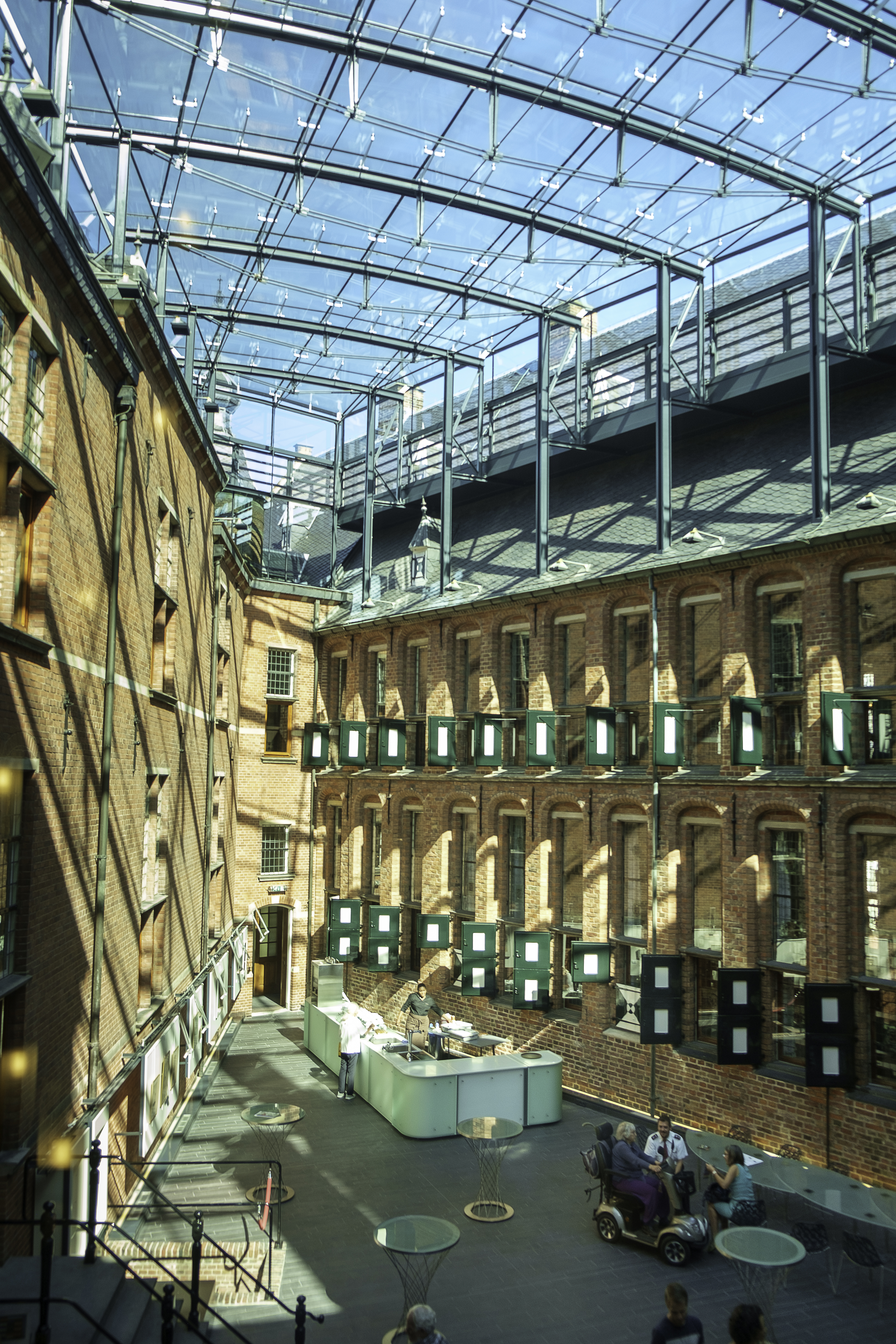
Overdekte binnenplaats
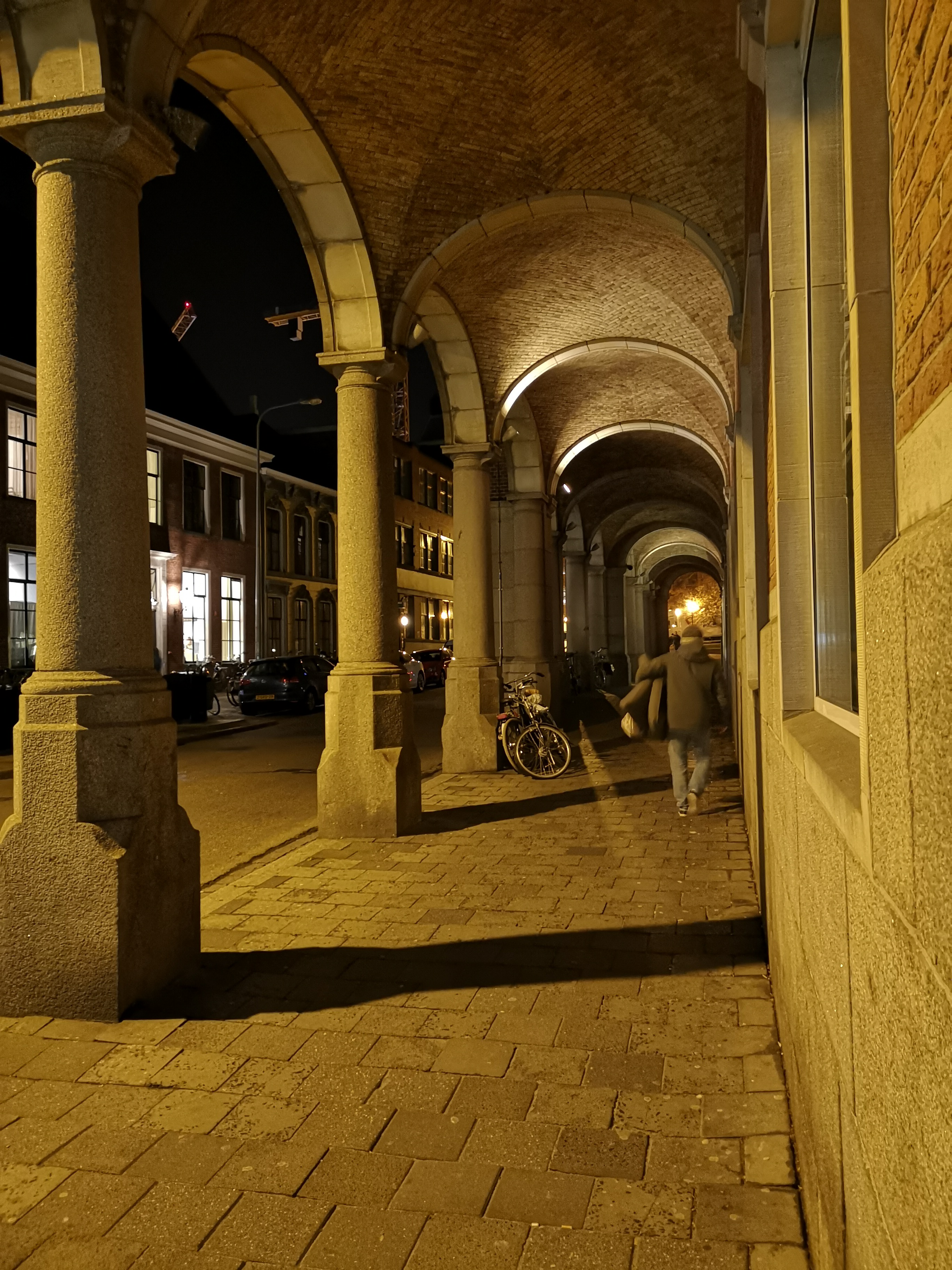
zuilengalerij aan de Sint Janstraat bij avond.
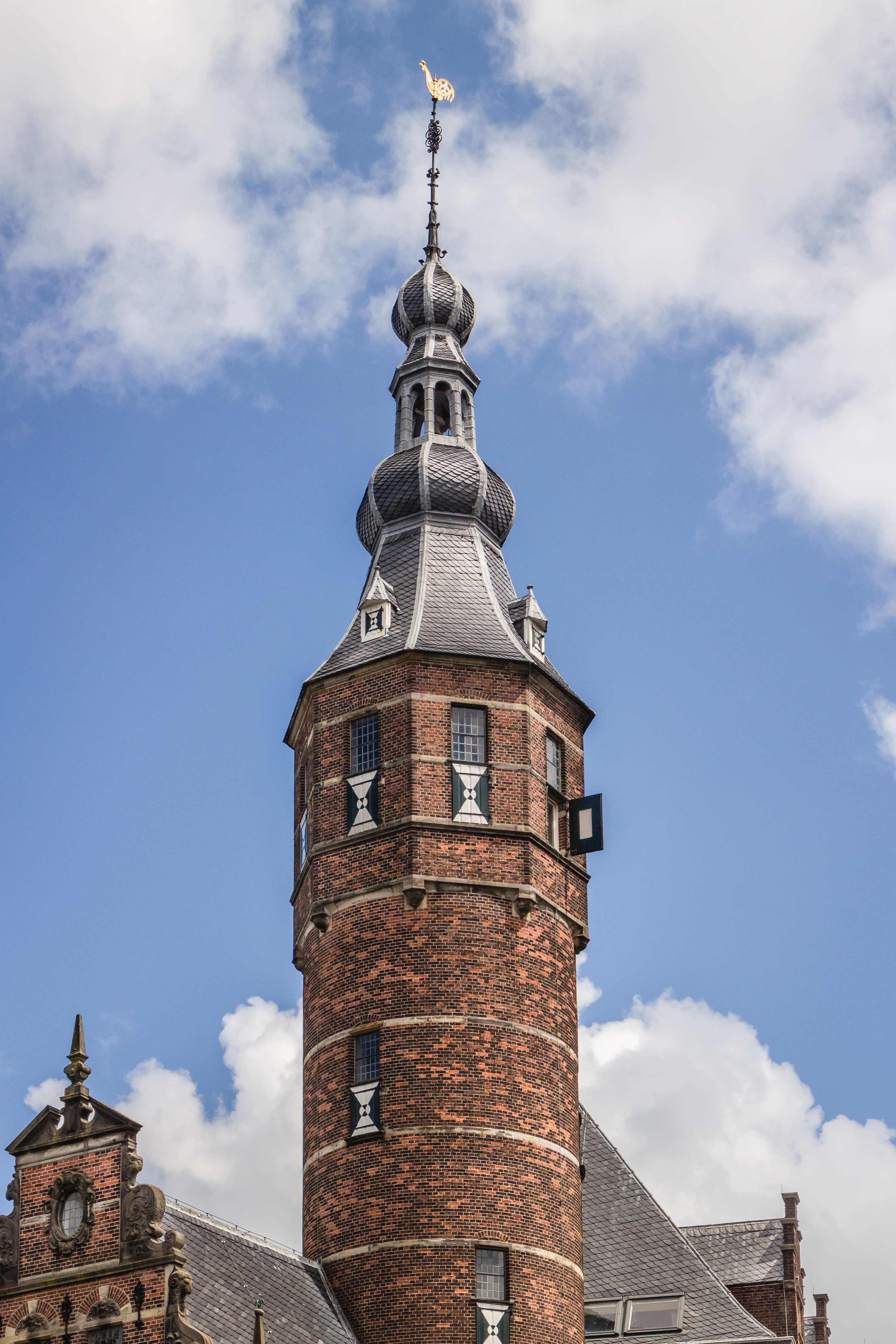
Rechter toren.
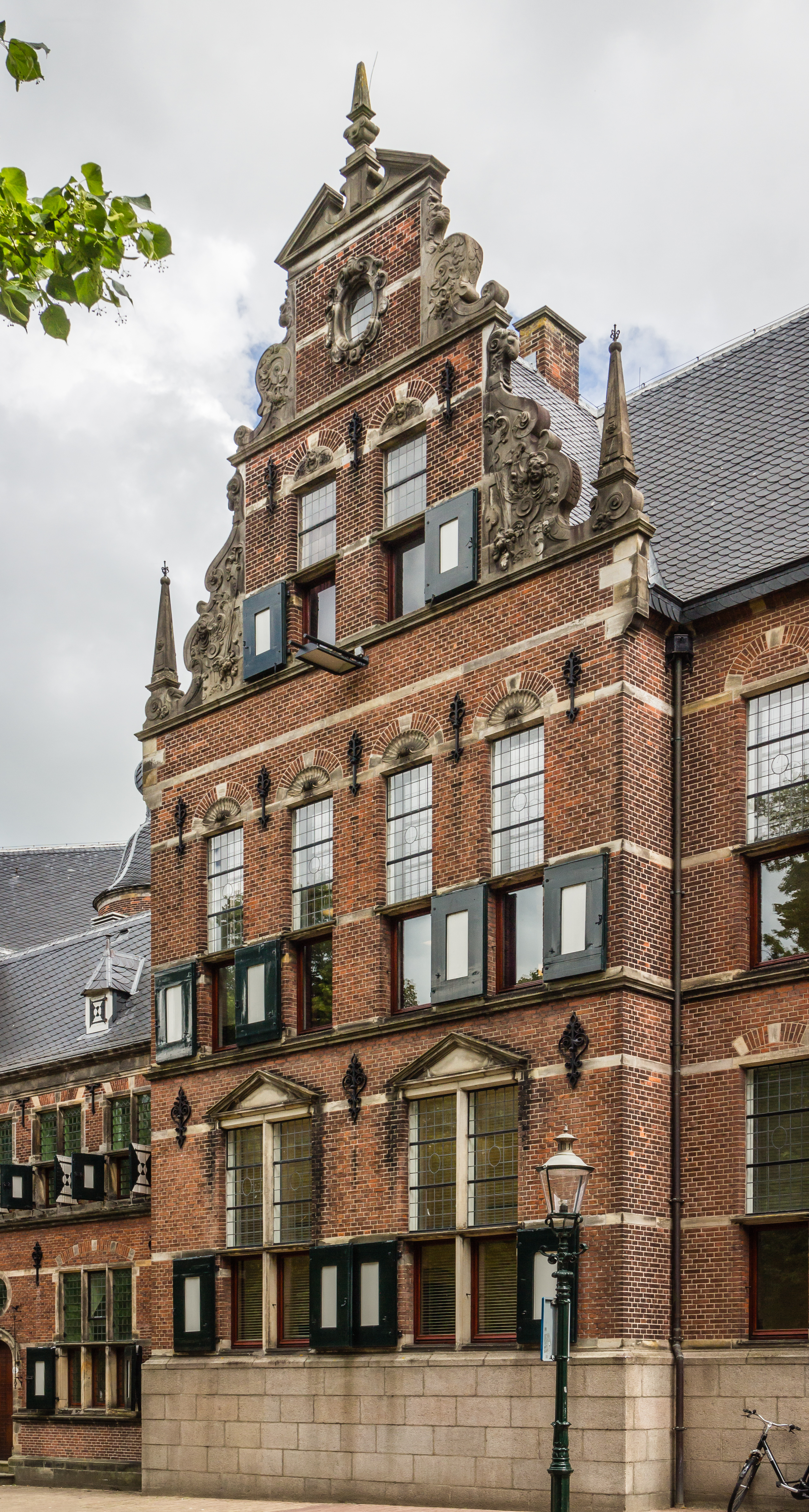
Detail voorzijde.

## Interieur

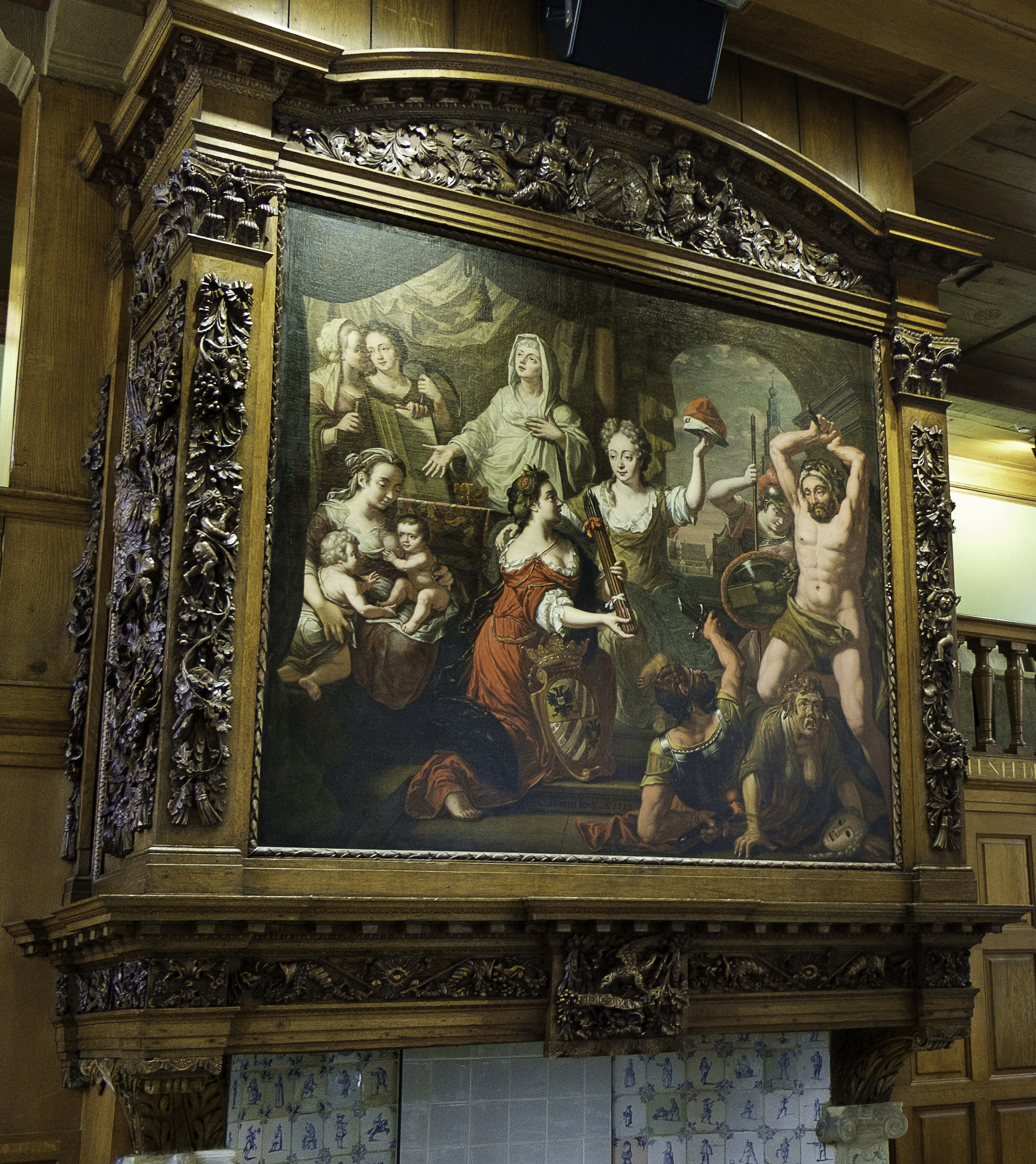
Schouw op zandstenen pilasters met gesneden boezem met het schilderij 'Religie en Vrijheid' van Herman Collenius uit 1712. De schouw bevindt zich in de Statenzaal en werd gemaakt rond 1686 door stadsbouwmeester Matthias Kruyff.
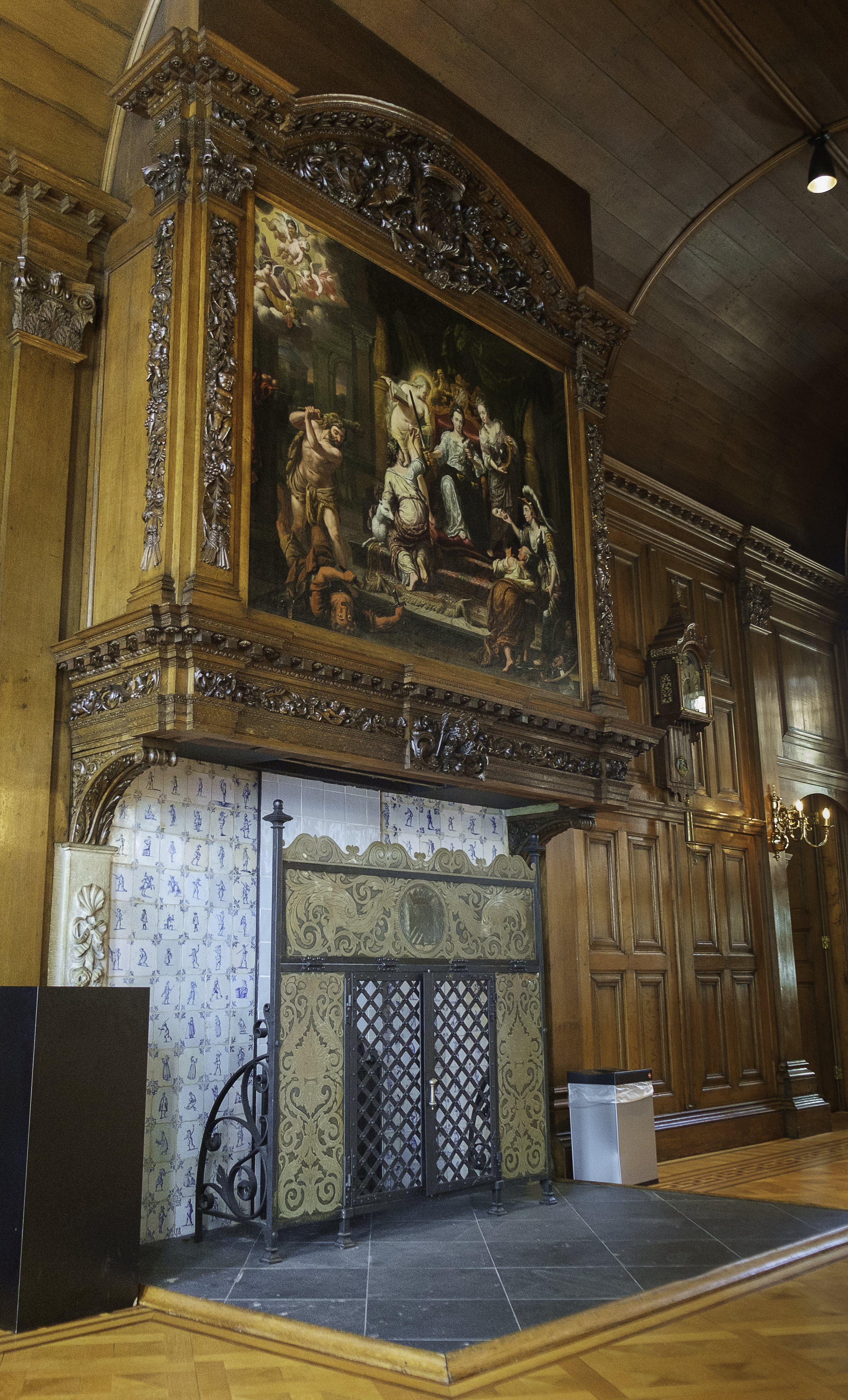
Schouw met het schilderij 'Gerechtigheid' van Herman Collenius uit 1699-1700 in de Gedeputeerdenzaal. Het houtsnijwerk is van Allert Meijer en Bartheld Waldeck en de pilasters van Bremer zandsteen onder de schoorsteenmantel werden gemaakt door Jan de Rijk.
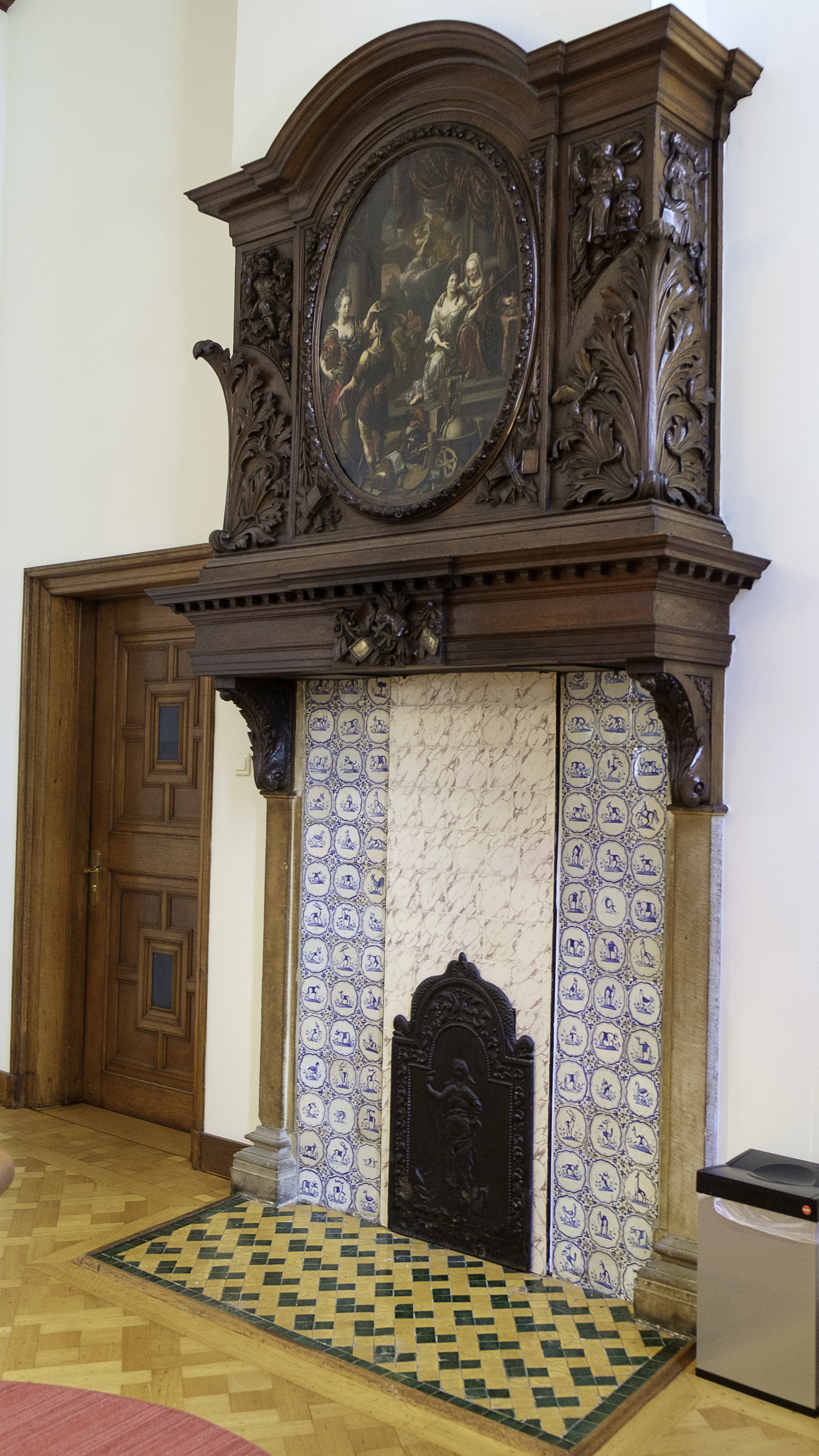
Schouw van de vroegere Reeken Camer, die in 1898 werd verplaatst naar de huidige '(sectie)kamer 21'. Schoorsteenbetimmering van Allert Meijer, houtsnijwerk door Jan de Rijk. Schilderij 'Het Goede Beheer' door Herman Collenius (1700).
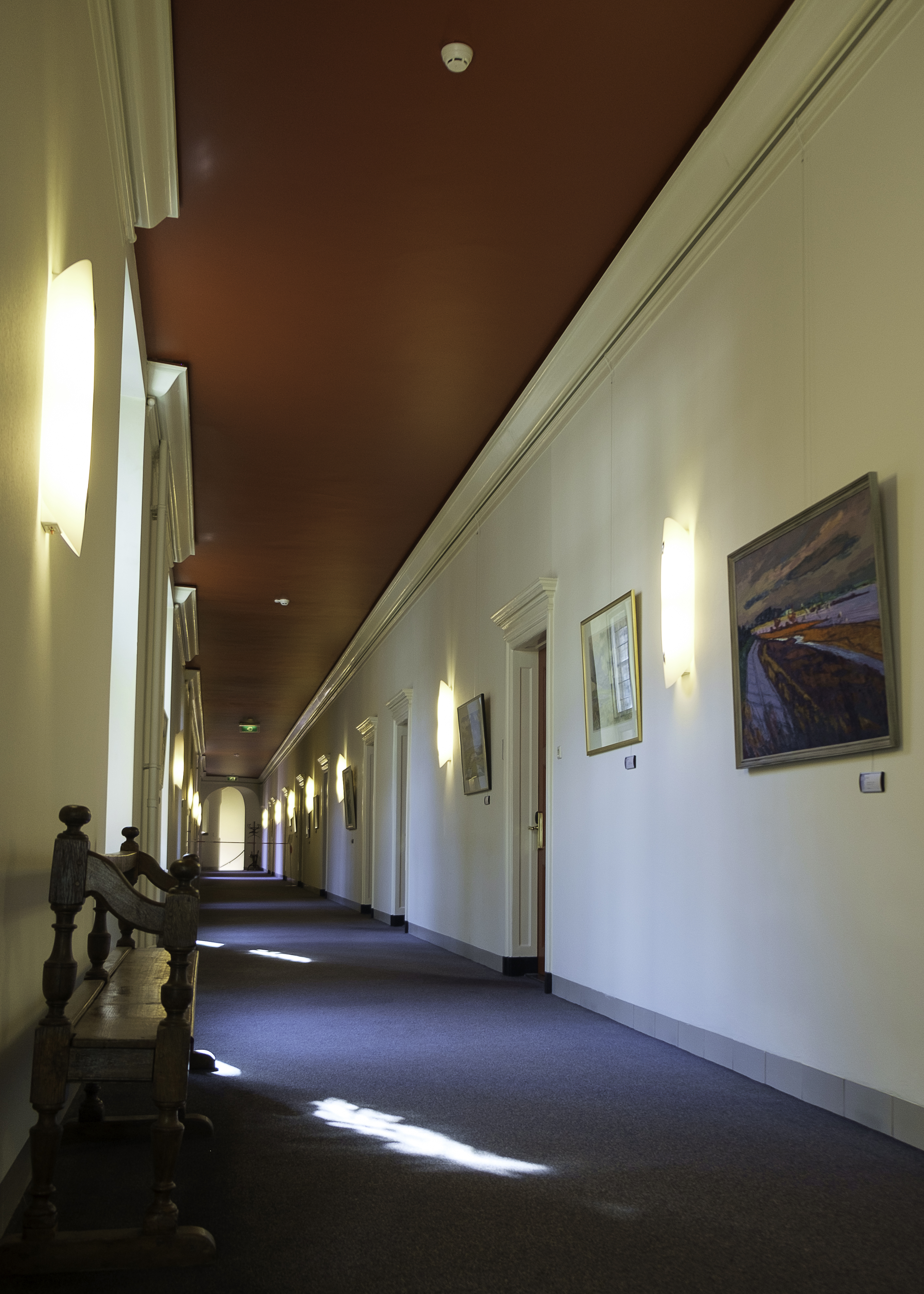
Gang met schilderijen van De Ploeg
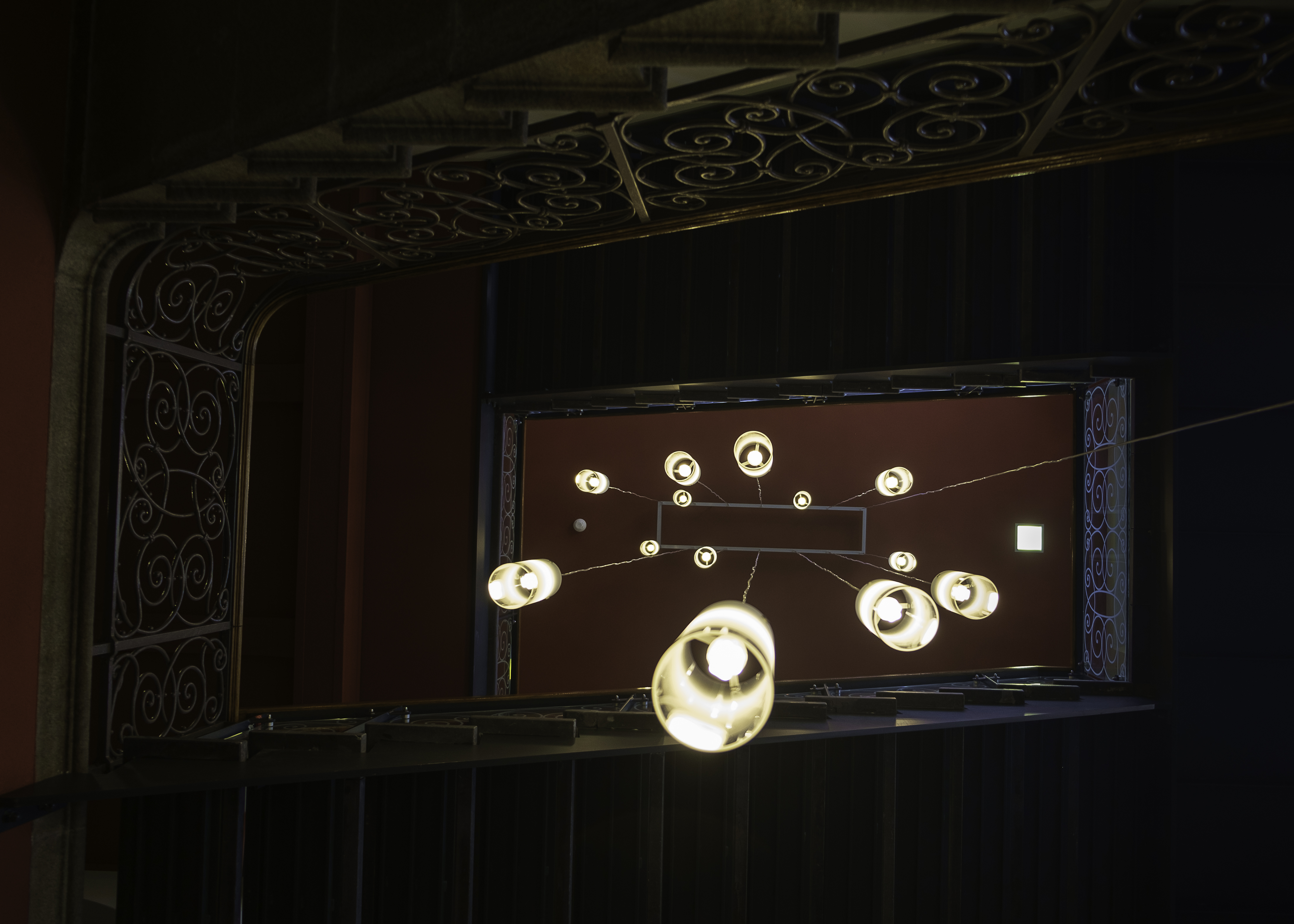
Verlichting boven het trappenhuis